# Joël Lautier
Joël Lautier, (Scarborough, 12 d'abril de 1973), és un jugador d'escacs francès, que té el títol de Gran Mestre des de 1990, i va ser candidat al campionat del món el 1994.
A començaments dels anys 1990, fou el primer francès des d'Aleksandr Alekhin en integrar-se a l'elit del món d'escacs; fou Campió del món Sub-14 el 1986 i Campió del món júnior el 1988. Va tenir durant molt de temps un marcador positiu contra Garri Kaspàrov, a qui va guanyar de forma demolidora al Torneig de Linares de 1994, i a Amsterdam el 1995 (on va guanyar el torneig davant el campió del món). Es va retirar de la competició d'elit el 2005.
Tot i que es troba inactiu des de l'abril de 2009, a la llista d'Elo de la FIDE de l'abril de 2020, hi tenia un Elo de 2658 punts, cosa que en feia el jugador número 4 de França, i el 94è millor jugador al rànquing mundial. El seu màxim Elo va ser de 2682 punts, a la llista de gener de 2002 (posició 21 al rànquing mundial).

## Biografia i resultats destacats en competició

### Primers anys
Lautier es va iniciar al Club parisenc Caïssa, on de seguida va ser vist com una esperança immediata per tal que França situés un jugador a l'elit mundial. El 1985, va guanyar el Campionat del món Sub-12 per davant de les prodigis hongareses Susan i Judit Polgár, i va esdevenir així el primer francès a aconseguir un títol mundial. Tres anys més tard, a Adelaida, i amb només 15 anys, es va convertir en el més jove Campió del món júnior de la història, en empatar al 1r-2n lloc amb Vasil Ivantxuk, però superar-lo al playoff. Es va convertir en Mestre Internacional el 1988 i en Gran Mestre Internacional el 1993.

### Anys 1990

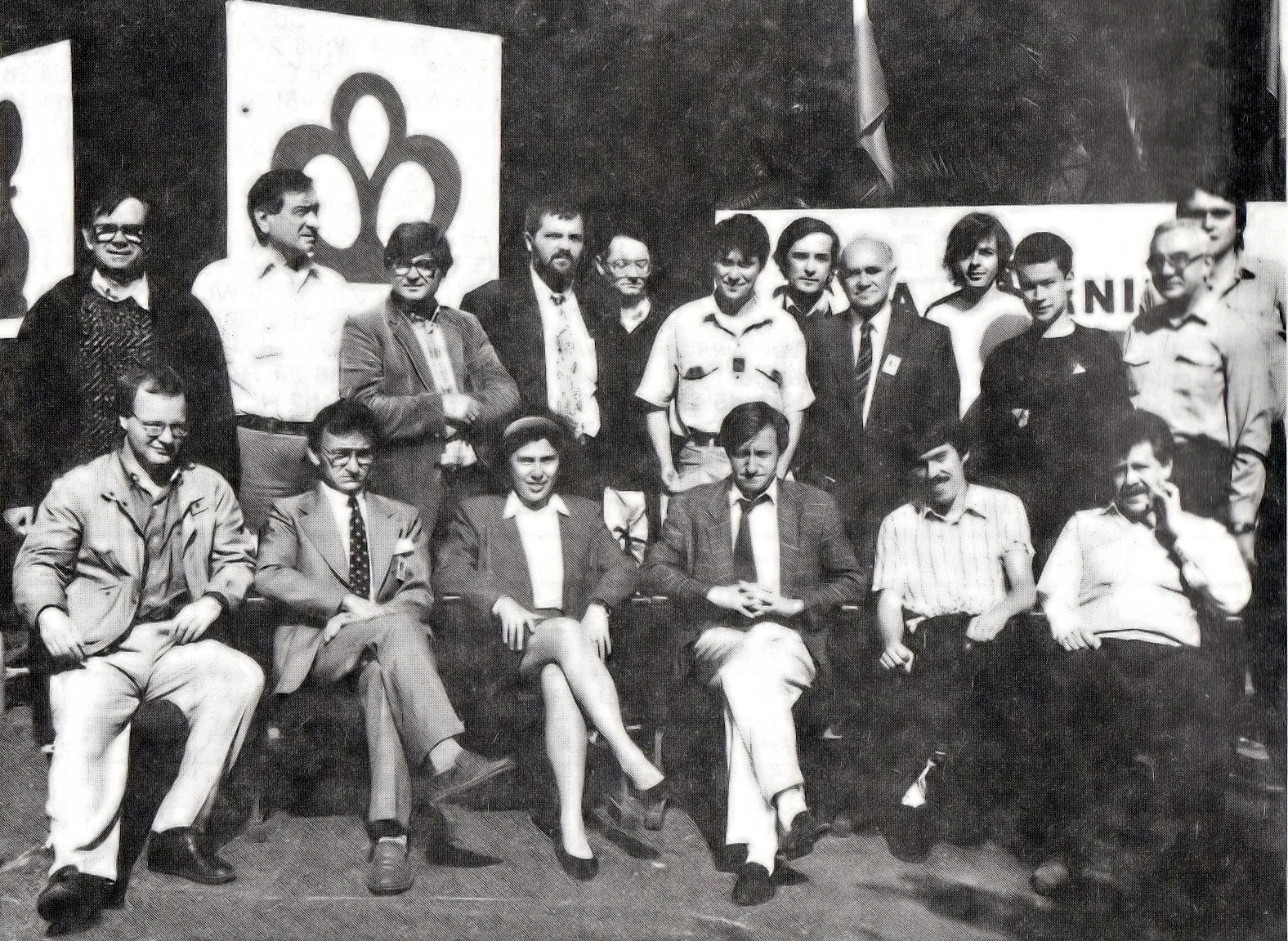
Joël Lautier (a la fila superior, el tercer per la dreta) al torneig Memorial Rubinstein de Polanica Zdroj, el 1991.

El 1994, fou convidat al prestigiós Torneig d'escacs de Linares, on s'enfrontà per primer cop al campió del món Garri Kaspàrov i el vencé, per sorpresa de tots, amb negres. Actualment, segueix essent un dels pocs jugadors que tenen una puntuació positiva contra Kaspàrov (3½ a 2½).
Lautier participà regularment en els torneigs més importants en el circuit internacional. Els seus principals èxits foren les següents victòries:
- A Polanica Zdroj, Polònia, el 1991, Memorial Akiba Rubinstein, per davant d'Adorjan, Smejkal, Romanishin, i Dolmatov.[9]
- A Pamplona el 1992, per davant de Miquel Illescas i David García Ilundáin[10]
- A Amsterdam el 1995, (Memorial Max Euwe, categoria XVIII) per davant de Garri Kaspàrov
- A Úbeda, 1997 (amb una performance Elo de 2814), per davant de Beliavski, Baréiev, Khalifman, Kortxnoi, Iussúpov, Andersson, Leko, Timman i Akopian
- A Enghien-les-Bains el 1999 (categoria XV). A la següent edició, el 2001, hi fou segon, rere Vladímir Akopian.[11]
- A Mondariz (Torneig Zonal) l'any 2000.

### Participació en campionats del món
El 1990, Lautier no es va poder classificar pel Torneig de Candidats a l'Interzonal de Manila. El 1993, va acabar empatat als llocs 2n-9è al Torneig Interzonal de Biel, i amb Kramnik, Kamsky i Adams es classificà per a la fase de candidats, però en fou eliminat per Jan Timman.
En els cicles pel campionat del món de la FIDE per sistema K.O., fou eliminat en setzens de final, al Campionat del món de 1998 i també al Campionat del món de 1999 per Borís Guélfand. Al Campionat del món de 2000, fou eliminat en primera ronda pel brasiler Rafael Leitão i al Campionat del món de 2002, l'eliminà en quarts de final Vasil Ivantxuk. Lautier va boicotejar, igualment com molts d'altres jugadors, el Campionat del món de 2004 a Líbia.
A finals de 2005, va participar en la Copa del món de 2005 a Khanti-Mansisk, un torneig classificatori per al cicle del Campionat del món de 2007, on tingué una bona actuació, essent finalment quinzè.

### Campió de França i membre de l'equip nacional francès

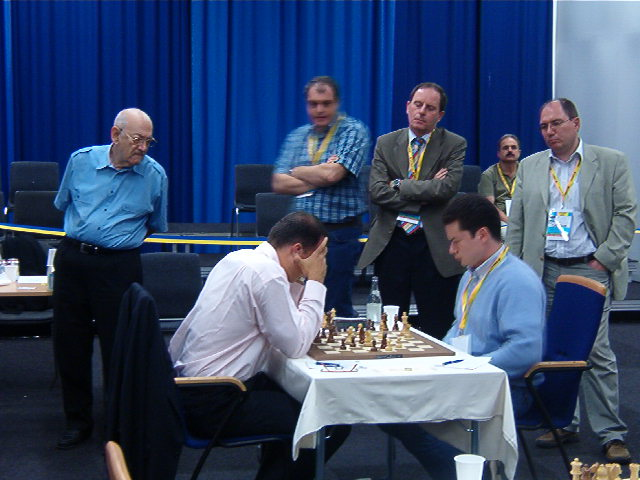
Joël Lautier (assegut, a la dreta) s'enfronta a Ivan Sokolov al Campionat d'Europa per equips de 2005.

Després d'haver estat tercer el 1987, i subcampió els anys 2002 i 2003 (rere Etienne Bacrot), Lautier ha estat dos cops Campió de França, el 2004 a Val-d'Isère, superant Laurent Fressinet i Iossif Dorfman, i el 2005 a Chartres, superant Maxime Vachier-Lagrave i Andrei Sokolov.
Amb l'equip de França, Joël Lautier va ser subcampió d'Europa per equips el novembre de 2001 a León, i va assolir a més a més la medalla d'or per la seva actuació al segon tauler.

### Compromisos en aspectes de l'organització dels escacs
Lautier va estar casat amb la WGM Almira Skripchenko de 1996 a 2001. A partir de 2003, Lautier va anar deixant progressivament de jugar, i va dedicar més temps a les activitats organitzatives. El desembre de 2005 va anunciar la seva retirada, tot declarant que havia de passar més temps fent "una altra cosa".
Va fundar i presidir l'Association of Chess Professionals (Associació de Professionals d'Escacs - ACP), tot i que no es va presentar a les eleccions celebrades el desembre de 2005. Aquesta associació té com a objectiu protegir els interessos dels jugadors d'escacs professionals, la pràctica dels escacs i la promoció mundial d'aquesta activitat, en particular mitjançant l'organització de competicions d'escacs i altres esdeveniments. L'APC ha co-organitzat el Campionat del món d'escacs de 2004 (clàssic) entre Vladímir Kràmnik i Péter Lékó el 2004.
En el període entre 2007 i 2009 fou un dels dos vicepresidents de la Federació francesa d'escacs (FFE). El desembre de 2008, la FFE el nomenà capità-seleccionador (no jugador) de l'equip de França.
Actualment, té una consultoria de negocis a Rússia, i viu a Moscou.